# جيمي برستون
جيمي برستون (بالإنجليزية: Jimmy Preston)‏ هو موسيقي أمريكي، ولد في 18 أغسطس 1913 في تشيستر في الولايات المتحدة، وتوفي في ديسمبر 1984 في فيلادلفيا في الولايات المتحدة.

## وصلات خارجية
- جيمي برستون على موقع ميوزك برينز (الإنجليزية)
- جيمي برستون على موقع أول ميوزيك (الإنجليزية)
- جيمي برستون على موقع ديسكوغز (الإنجليزية)